# Tomasz Mądzielewski
Tomasz Mądzielewski, znany również jako Tomasz „Żaba” Mądzielewski (ur. 9 stycznia 1984 roku w Grudziądzu) – polski perkusista, producent muzyczny i edukator. Znany z działalności na polskiej i międzynarodowej scenie jazzowej, funkowej oraz rozrywkowej. Lider wielu projektów muzycznych, organizator festiwali i wydarzeń edukacyjnych.

## Życiorys
Pochodzi z Grudziądza, gdzie w wieku sześciu lat rozpoczął naukę gry na perkusji. W 2001 roku dołączył do zespołu bluesowego swojego ojca Vacat Blues Band. W 2006 roku został wyróżniony tytułem Best Young Drummer On The Festival podczas Southport Jazz Festival w Wielkiej Brytanii, w którym brał udział pięciokrotnie.
W 2017 roku wyruszył w trasę koncertową po krajach skandynawskich z zespołem Lion Shepherd. Koncertował w wielu krajach Europy, w tym m.in. w Niemczech, Francji, Holandii, Szwecji, Chorwacji, Szkocji, Irlandii i Skandynawii. Występował również na scenie Jay Pritzker Pavilion w Chicago z projektem Rock Loves Chopin . W Polsce pojawiał się na najważniejszych festiwalach, m.in. Open’er Festival, Rawa Blues Festival, Polsat SuperHit Festiwal, Krajowy Festiwal Piosenki Polskiej w Opolu, Thanks Jimi Festival, Przystanek Woodstock.
Występował w programach telewizyjnych i radiowych, m.in. Trójka – Program 3 Polskiego Radia w Studio im. Agnieszki Osieckiej oraz Studio Koncertowym im. Witolda Lutosławskiego.

## Działalność
Poza czynnym koncertowaniem, znany jest z działalności artystycznej w warszawskich klubach. Tworzy, organizuje i prowadzi wydarzenia muzyczne takie jak jam session, czy koncerty tematyczne. Współorganizuje m.in: cykl Jam Session „Scena Młodych” w Fabryce Norblina we współpracy z Radiem RDC.
Jest twórcą, liderem i kierownikiem muzycznym projektu Tribute to Polski Jazz.
Jest pomysłodawcą oraz organizatorem pierwszych targów perkusyjnych w Polsce – Drummers United Polska. Jako wykładowca uczestniczy w wielu warsztatach muzycznych na terenie kraju m.in. w Pułtusku, w Muzycznej Owczarni w Jaworkach, Grudziądzu, Wąbrzeźnie, Warszawie.
Jest współorganizatorem i dyrektorem artystycznym festiwalu Mrowna Jazz Festiwal w Grodzisku Mazowieckim.
Od 2020 roku prowadzi studio nagrań Łukowa Studio, którego jest współzałożycielem.
Grał w głównym składzie z takimi artystami jak: Ania Karwan, Mrozu, Lion Shepherd, Saturday Night Live Polska, Orkiestry AUKSO & Kasia Moś, Sound’n'Grace, zespołu Wojtka Pilichowskiego w projekcie Jericho Brass Collective, zespołu Michała Jurkiewicza w projekcie Festiwal Psalmów Dawidowych, Nick Sinckler, Krzysztof Iwaneczko.
Jako sideman pracował z takimi artystami jak: Anna Serafińska, Magdalena Tul, Grażyna Łobaszewska, Ewa Uryga, Mela Koteluk, Monika Borzym, Georgina Tarasiuk, Kasia Klich, Kasia Dereń, Patrycja Kazadi, Leszek Możdżer, Fisz Emade Tworzywo, Sidney Polak, Piotr Zander, Maciej Werk, Sławek Uniatowski, Filip Sojka, Marek Raduli, Leszek Cichoński,Mark Lanegan, Pippo Matino, Pascal Mulot, Maurizio Rolli, Jay-Tee Teterissa, Gilbert Gabriel, Furia Futrzaków, Wilson Square, Rasmentalizm, Studio Accantus, Cleo, Kasia Popowska, Grzech Piotrowski, Mysteries Lab, Nick Sinckler, Marika, Reni Jusis, Iza Szafrańska, Mario Szaban, Mateusz Krautwurst, Natalia Niemen, Natalia Kukulska, Marcin Sójka, Tarkowski Orkiestra, Michał Salamon, Alicja Szemplińska, Envee, Ania Szarmach, Arek Kłusowski.

## Dyskografia
- 2010 Noise Live (Koncert w Trójce) - Pilichowski Band[15]
- 2011 Ghosts Behind The Curtain - Wilson Square[16]
- 2012 Wierze - Lena Romul
- 2014 1000 metrów nad ziemią - Mrozu[17]
- 2017 Mgła - Mrozu
- 2017 Nieśmiertelni - Mrozu[18]
- 2017 Plan B - Mrozu
- 2017 Ogień i lód - Patryk Kumór
- 2018 11 x 11 – Nick Sinckler
- 2018 Christmasland - Kazadi
- 2018 Nie wolno płakać - Doda[19]
- 2018 I tak - Basia Giewont
- 2018 Piątek noc - Filip Lato
- 2019 Melt21 - Melt21
- 2019 Weltschmerz is over - 4way Quartet[20]
- 2020 Obojętność - Voice Office[21]
- 2020 Hipokryzja - Voice Office[22]
- 2020 Bo mi się chce - Sound’n’Grace, Wojtek Makowski
- 2020 Do śmiałości - Marek Majewski
- 2020 Baby It’s Cold Outside - Stan Breckenridge, Basia Giewont
- 2021 Moniuszko200 - Kasia Moś & Aukso[23]
- 2021 Dobre Moce - Kasia Moś, Jarecki
- 2021 Ostatni raz - Ania Karwan, Grzech Piotrowski
- 2021 Jericho Brass Collective - Wojtek Pilichowski[24]
- 2021 Sen pachnący deszczem - Joanna Sulowska
- 2021 Huragan - Pendofsky, MALVVA
- 2021 Do kąta - Marek Majewski
- 2021 Nie chce mi się śmiać - Marek Majewski
- 2021 Zemsta (Live) - Pendofsky
- 2022 Bezdźwięcznie - Kasia Moś
- 2022 Do widzenia - Michał Salamon, SABINA
- 2022 Kochaj - Voice Office[25]
- 2022 Warto? - Voice Office
- 2022 SELA TWOJA TAJEMNICA - Drum&Prays, Joanna Lewandowska, Kamil Calik
- 2022 Tęsknota - Majka Jaszcz
- 2022 Na pewno - Aleksandra Stefaniuk
- 2022 Lowe - Wiktor Drozd
- 2023 GROOVE VIBEZ’ & FUNKY DELIGHT (Live Session) - Nick Sinckler
- 2023 Pomiędzy niebem a ziemią - Mario Szaban
- 2023 Bluemental - SABINA
- 2023 Czekaj - Mateusz Gędek
- 2024 Ludzie Ptaki - Michał Jurkiewicz
- 2024 Milenium - Iwaneczko
- 2024 Cisza - Ania Karolska
- 2024 Już jestem - Gosia Hodurek
- 2024 I’m Here (Studio) - Wiktor Drozd
- 2024 Czy to ja - Konrad Baum
- 2025 NO SURRENDER - The Riverose[26]
- 2025 Thin Air - Salamon & Fitzsimons